# Makkarasaari (ö i Södra Savolax, Nyslott, lat 61,81, long 28,64)
Makkarasaari är en ö i Finland. Den ligger i sjön Pihlajavesi och i kommunen Nyslott i  landskapet Södra Savolax, i den sydöstra delen av landet, 270 km nordost om huvudstaden Helsingfors. Öns area är 2,9 hektar och dess största längd är 390 meter i sydöst-nordvästlig riktning.